# Red Cloud (indianenleider)

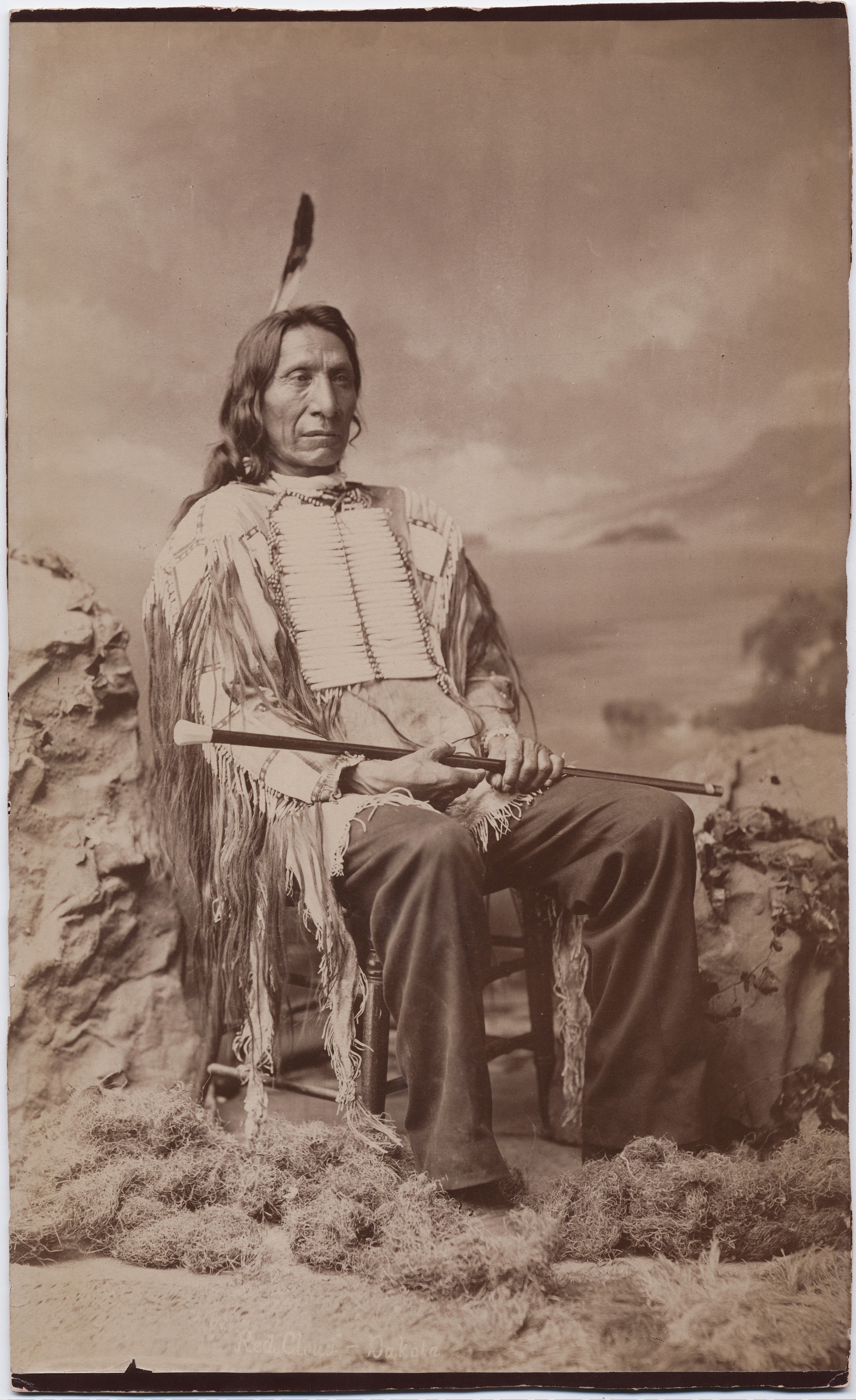
Red Cloud in 1880

Red Cloud (Rode Wolk, Lakota: Mahpíya Lúta, 1822 - 10 december 1909) was een van de belangrijkste Oglala Lakota van 1868 tot 1909.
Hij was een van de bekwaamste indiaanse tegenstanders die de United States Army in de western territories tegenover zich had.
Hij versloeg de Verenigde Staten in het Red Clouds gevecht, die een strijd was over de macht over het Powder River Country in noordoostelijk Wyoming en zuidelijk Montana. Fort C. F. Smith, Fort Phil Kearny en Fort Reno aan de Bozeman Trail, de weg door het land van de Powder River, werden door de soldaten verlaten, de weg officieel gesloten. Het was het gebied met de heilige Zwarte Heuvels en het laatste jachtgebied van de Prairie-indianen. In 1866 begon Red Cloud een guerilla tegen de annexatiepogingen door de Verenigde Staten. In de Fetterman Fight van 21 december 1866, de Highfield Fight van 1 augustus 1867 en de Wagon Box Fight van 2 augustus 1867 bracht hij de Yankees slagen toe.
Na twee jaren van verzet kon Red Cloud in 1868 triomfantelijk het Verdrag van Fort Laramie tekenen.
De grootste krijgsverrichting was de Fetterman Fight, waarbij 81 Amerikaanse soldaten omkwamen; het was het grootste militaire debacle geleden door de US Army op de Great Plains tot de slag bij Little Bighorn tien jaar later.
Na het tekenen van het Verdrag van Fort Laramie leidde Red Cloud zijn volk in de belangrijke transitie naar het leven in een reservaat. Hij wist wel eerst het verdrag bijgesteld te krijgen door een bezoek aan Washington en gesprekken met commissaris van Bureau of Indian Affairs Ely S. Parker, Jacob Cox, minister van Binnenlandse Zaken en president Ulysses S. Grant, want het verdrag dat hij had getekend in het fort bleek niet hetzelfde te zijn als hem in Washington werd vertaald. 'Als er Sioux waren die liever in hun jachtgebied wilden leven dan in het reservaat, was dat toegestaan. Ook behoefden zij niet naar het reservaat te gaan om handel te drijven en hun goederen in ontvangst te nemen', werd hem in Washington toegezegd. Red Cloud kreeg de kans op de terugweg in New York tot andere mensen te spreken dan regeringsambtenaren, waarbij hij in het Cooper Instituut werd toegejuicht.
Toen in 1876 goud werd gevonden in de Black Hills, bleken afspraken met de VS niets waard. Het Verdrag van Fort Laramie werd opengebroken en een groot deel van het reservaat aan de indianen ontnomen. Red Cloud protesteerde, maar mengde zich niet meer in het gewapende verzet tegen het leger.
Sommige van zijn tegenstanders veronderstelden ten onrechte dat hij de leider was van alle Sioux-groepen (Dakota, Lakota, Nakota), maar de grote stam had verschillende grote afdelingen en was zeer gedecentraliseerd. Bands onder de Oglala en andere afdelingen opereerden onafhankelijk, al waren sommige individuele leiders beroemd als krijgers en hogelijk gerespecteerd als leiders, zoals Red Cloud.